# Pont de l'île de Migneaux
Le pont de l'île de Migneaux est un pont bow-string franchissant la Seine par le bras de Migneaux à Poissy dans le département des Yvelines en France. Il est situé à 570 mètres en aval de l'ancien pont de Poissy et à 2,7 km du pont de Villennes et relie l'avenue Émile-Zola sur la rive gauche du fleuve à l'avenue de l'île de Migneaux sur l'île de Migneaux. Le pont et la passerelle en bois qui l'a précédé ont conditionné l'urbanisation de l'île au début du XXe siècle et demeure, depuis, le principal moyen d'accès à l'île.

## Caractéristiques techniques

### Passerelle en bois
La passerelle en bois mesurait 66 mètres de long, 3 mètres de large et 7,51 mètres de haut au milieu de la portée.

### Pont bow-string
C'est un pont de type bow-string soutenu par deux arcs en béton armé d'une portée de 52,8 mètres. Le tablier est courbe afin de faciliter la navigation. La chaussée est large de 5,20 mètres ; les deux trottoirs d'un mètre chacun sont extérieurs aux suspentes. L'ouvrage est haut de onze mètres par rapport au niveau de l'eau dont quatre pour les arcs. Les arcs soutiennent chacun huit suspentes.
Chaque culée est soutenue par seize pieux Franky en béton armé de douze mètres.

## Historique

### De la passerelle en bois...
Léon Chouquet, hôtelier-restaurateur sur l'île de Migneaux, souhaite urbaniser l'île, ce qui nécessite la création d'une passerelle. Dans un premier temps, il présente les plans de son projet aux Ponts et Chaussées qui lui ont « fait bon accueil ».
Le 11 janvier 1901, il soumet son projet à la Ville. En effet le projet de pont empiétant sur l'avenue de Migneaux, il avertit qu'« elle ne gênera en rien la circulation sur ladite avenue ». De plus, il motive sa demande par l'envasement du bras  : « depuis trois années, malgré les sommes importantes que j'y ai dépensées, j'ai eu à souffrir de l'envasement des berges, dans de telles conditions que ma clientèle se trouve dans l'impossibilité d'atterrir chez moi » ; il omet cependant son projet de lotissement de l'île. Le conseil municipal donne un avis favorable le 21 février 1901, d'après l'avis de l'agent voyer qui « ne voit aucun inconvénient à la réalisation de ce projet, espérant d'ailleurs que les conditions imposées à l'intéressé ne gêneront en aucune façon la circulation fluviale ».
Alors que le projet de lotissement se termine, Léon Chouquet écrit une lettre au maire le 26 mai 1903 annonçant qu'il va commencer les travaux. Le maire, Charles Maréchal, vient sur les lieux et n'émet aucune objection. Les Ponts et Chaussées acceptent « l'établissement d'une passerelle en charpente [...] à ses frais, risques et périls » le 3 septembre 1903.
La passerelle est achevée à l'automne 1904 et le récolement des travaux est assuré par Prosper Leduc, conducteur des Ponts et Chaussées, le 11 octobre 1904. La passerelle mesure alors 66 mètres de long, 3 mètres de large et 7,51 mètres de haut au milieu de la portée. Elle est constituée de « deux travées reposant sur des culées en maçonnerie et traversant, l'une le bras de Migneaux, l'autre un petit bras qui fera communiquer celui-ci avec le bras des Mottes » et peut supporter « une surcharge de 400 kilogrammes par mètre carré ». Deux arbres gênant le passage des automobiles et voitures sont abattus avec l'autorisation des membres du conseil municipal qui demande à Léon Chouquet que le « passage d'accès soit macadamisé et tenu en bon état d'entretien ».
Entre 1903 et 1926, les dépenses de gestion, viablité et d'entretien sélèvent à 180 000 francs et encore 90 000 francs pour l'entretien et les réparations de 1926 à 1930. La Société Immobilière de l'île de Migneaux étant dissoute en 1926, la passerelle est confiée au Syndicat des Propriétaires de l'île de Migneaux (SPIM) contre un échange de terrain avec Léon Chouquet.

### ...au pont en béton
En 1926, Maurice Félix Rodolphe Depierre, propriétaire de la villa Félix et directeur de l'agence Havas, devient président du SPIM. Le 27 janvier 1927, il déclare lors de l'assemblée générale « La société immobilière de l'île de Migneaux laisse ainsi à notre jeune association la lourde responsabilité d'un pont usé, sérieusement dégradé, susceptible d'occasionner des accidents dont les conséquences lui deviennent dès ce moment imputables. ».
En 1930, le SPIM opte pour la construction d'un nouveau pont financé par les cotisations des adhérents de l'association. Il est décidé en assemblée générale extraordinaire, le 13 avril 1930, de l'édification du pont soit en métal, soit en béton, avec éventuellement une seconde voie de circulation et placé en « un point central, sans toutefois dépasser la limite aval du rond-point des deux peupliers ». Le nouveau pont est placé à 200 mètres en aval de la passerelle en bois. Le SPIM et M. le Chevalier René de Knyff, qui était éleveur de chevaux dans l'île, signent une convention d'échange de terrains en août 1930. Les Ponts et Chaussées et les Services de Navigation effectuent leurs études préalables.
Le SPIM examine les devis et choisit le 25 janvier 1931 un pont comportant deux voies avec une pente en dos d'âne de 8 % pour un prix d'environ 1 000 000 de francs d'après une estimation de l'entreprise Pierre Bancel & Esquerré. Le même ouvrage avec une seule voie aurait coûté 30 % moins cher.
M. Depierre prend pour conseiller et maître d'œuvre le cabinet Charles Rabut. Le cabinet publie un double cahier des charges (pont en bow-string ou en arc) puis procède à l'appel d'offres. Sur les deux possibilités, sept entreprises répondent et cinq laissent le 5 juin 1931, leurs propositions sous pli fermé.
En août 1931, M. Depierre présente à l'assemblée du SPIM, la solution de la société Le Dantec. Il s'agit d'un pont en bow-string en béton armé coûtant 720 000 francs. D'après le cabinet Charles Rabut, la solution présentée apparaissait plus avantageuse compte tenu de la nature argileuse et plastique du sol. Le prix et les dispositions de financement permises par la société Le Dantec ainsi que la technique mise en place et privilégiée par l'ingénieur du cabinet, Marcel Cayla, expliquent la préférence qui leur a été accordée. En effet le projet de pont en arc présenté par Pierre Bancel & Esquerré était 25 % plus coûteux.
Plusieurs banques sont sollicitées ; aucune ne veut accorder un crédit sans une hypothèque de l'ensemble des adhérents du SPIM. Toutefois, la banque J. Saint Salvi, située au 37 rue de Paris à Poissy, octroie au SPIM un prêt de 450 000 francs.
Le chantier débute en septembre 1931 ; la livraison de l'ouvrage est attendue pour la fin mai 1932. Le 9 novembre 1931, les ouvriers procèdent à la construction des culées et débutent les travaux du cintre ; le 17 décembre, les culées, l'échafaudage et la charpente du cintre sont achevés et les coffrages du tablier sont installés.

### Le pont échappe à la Seconde Guerre mondiale
Le 2 juin 1940, l'état-major veut obtenir des renseignements sur le pont. Le jour suivant, le colonel-lieutenant Trolier, commandant le Génie du secteur ouest, informe que « la préparation d'une destruction du pont par explosifs s'impose. Si le pont est maintenu, il faudra organiser une surveillance et éventuellement une défense dans l'île de Migneaux. Cette île de forme allongée, [...] exigerait un effectif important. ».
Le 9 juin 1940 dans l'après-midi, l'ordre est donné aux habitants de quitter l'île par un homme de la mairie en raison de la destruction prévue du pont. Cependant, contrairement au pont de l'île de Vaux, lui aussi en bow-string à l'époque, il n'est pas détruit car situé sur la rive gauche et donc considéré comme négligeable militairement.
En 1942 une sentinelle allemande surveille continuellement les allées et venues sur le pont jusqu'au 24 août 1944, date à laquelle les Allemands cessent d'occuper l'île.

## Iconographie
- La passerelle de Poissy, 47,70 × 61 cm, fusain et lavis d'encre sur papier de Maximilien Luce[12]
- La Seine à Poissy, 45 × 54 cm, huile sur toile d'Henry Dauberville[13]
- La passerelle du temps, 2003, lavis d'encre d'Anne Langerock dit Verrock[14].